# Pisodonophis daspilotus
Pisodonophis daspilotus är en fiskart som beskrevs av Gilbert, 1898. Pisodonophis daspilotus ingår i släktet Pisodonophis och familjen Ophichthidae. IUCN kategoriserar arten globalt som nära hotad. Inga underarter finns listade i Catalogue of Life.